# 玉兰饼
玉兰饼，中国江苏无锡地方小吃，创始于清代光绪年间，因正值玉兰花盛开季节时制售，故称玉兰饼。

## 简介
玉兰饼原由江南民间家常所做的玉兰花瓣面拖饼发展而来。在清道光三十年（1850年）。无锡城中迎迓亭孙记糕团店从面拖餅中受到启发，将玉兰花瓣洗淨后斩碎拌入馅心，用糯米粉做饼坯，包好后放在油里煎制，遂称为玉兰饼。

## 制法
据由众多无锡餐饮资深专家编著的《无锡菜典》中记载，玉兰饼的具体制法可为：
主辅料：面粉500克、红绿瓜100克、金橘饼100克、白芝麻100克。

调料：色拉油100克。
制法：将面粉与糯米粉用热水揉和成团，稍醒。摘成一两两只的坯子，按扁包入馅心做成饼坯；平底锅烧热放油，将生坯放入锅中煎至两面金黄内熟即成。

### 馅料
传统孙记糕团店的玉兰饼馅料为玉兰花的花瓣泥。后发展出咸甜口的鲜肉馅，和无锡小笼类似加入了大量的酱油和糖；以及甜口的菜猪油、玫瑰、豆沙、芝麻等品种。

## 名店
|  | - 毛华玉兰饼 - 穆桂英美食 |  | - 三凤桥 - 阿辉脆皮玉兰饼 |